# Фантомная энергия
Фанто́мная эне́ргия (иногда при́зрачная эне́ргия) — гипотетический вид тёмной энергии, для которого характерно уравнение состояния с параметром {\displaystyle w<-1}. Понятие фантомной энергии ввёл Роберт Колдуэлл из Дартмутского колледжа в Хановере, Нью-Гемпшир.

## Природа фантомной энергии и Большой разрыв
Фантомная энергия — это среда с отрицательной гравитацией, по модулю большей, чем у вакуума, для которого {\displaystyle w=-1}. Фантомная энергия создаёт отрицательное давление {\displaystyle p}, пропорциональное плотности {\displaystyle \varepsilon } данной энергии: {\displaystyle p=w\cdot \varepsilon .}
Для фантомной энергии характерен рост плотности с увеличением масштабного фактора Вселенной. Это приводит к тому, что галактики с течением времени будут отдаляться друг от друга со всё возрастающей скоростью, а затем исчезнут за космологическим горизонтом. Через некоторое время за горизонт уйдут и ближайшие звёзды. Подобным образом исчезнут планетные системы, сами небесные тела, молекулы, атомы и элементарные частицы. Наконец, в определённый момент времени масштабный фактор обратится в бесконечность — произойдёт так называемый Большой разрыв. В этот момент космологический горизонт схлопывается в сингулярность, и дальнейшую судьбу Вселенной предсказать уже невозможно.
Если принять постоянную Хаббла H0 = 70 км/(с·Мпк), параметр совместной плотности вещества и тёмной материи {\displaystyle \Omega _{\mathrm {m} }=0{,}3}, а также параметр {\displaystyle w=-1{,}5}, то оценка показывает, что Большой разрыв произойдет приблизительно через 22 миллиарда лет от текущего времени.
Однако данные измерений космологических параметров на спутнике Planck показывают, что параметр уравнения состояния тёмной энергии w = −1,03 ± 0,03 совместим с единицей — величиной, характерной для космологической постоянной, и практически исключают существование фантомной энергии с высоким по модулю значением w.